# Andreas Florian Meilinger
Andreas Florian Meilinger (* 29. November 1763 in Landshut; † 30. November 1837 in München) war ein deutscher Philosoph und Benediktinermönch.
Meilinger trat nach dem Besuch des Gymnasiums 1783 als Novize in das Benediktinerkloster in Roth am Inn ein. 1784 legte er in Benediktbeuern die Profess ab und nahm den Klosternamen Florian an. 1787 wurde er zum Priester geweiht und wurde dann als Professor an das Gymnasium von Freising gesandt. 
1794 erhielt er eine Professur für Philosophie am dortigen Lyceum. In gleicher Funktion wirkte er von 1796 bis 1801 in Benediktbeuern und unterrichtete dann bis 1803 an der Universität Salzburg. Danach wurde er von der bayrischen Regierung am Lyceum Passau und ab 1807 am Lyceum München angestellt, dessen Rektor er 1823 wurde. Nach der Verlegung der Ludwig-Maximilians-Universität nach München 1826 erhielt er dort eine ordentliche Professur der Philosophie. 1832 wurde er Mitglied des obersten Schulrates.
Meilinger verfasste einen Grundriß der Logik und Metaphysik (1821), einen Grundriß der Moralphilosophie und des Naturrechts (1827), zudem Pädagogische Bemerkungen über die vaterländischen Gymnasien (1826) und die Rektoratsrede Über den Sinn und die Bedeutung der akademischen Gesetze (1828).